# Portsmouth
För andra betydelser, se Portsmouth (olika betydelser).
Portsmouth (engelskt uttal: [ˈpɔːrtsməθ]
 ( lyssna)) är en stad i grevskapet Hampshire i södra England. Staden är en hamnstad som främst ligger på Portsea Island, norr om Isle of Wight. Den ligger i enhetskommunen City of Portsmouth. Tätorten (built-up area) hade 223 312 invånare vid folkräkningen år 2021.
Portsmouth anlades på 1100-talet, år 1194 erhöll Portsmouth stadsrättigheter och 1496 anlades skeppsvarv här. Staden är sedan Henrik VIII:s tid Englands och senare Storbritanniens största örlogshamn och örlogsvarv: HMNB Portsmouth. Portsmouth ligger vid inloppet av viken Portsmouth Harbour mittemot Gosport. De militära anläggningarna är belägna dels i Portsea, där större delen av torrdockorna, den äldsta från 1698, och kasernerna är belägna, dels i Gosport, där bland annat Horatio Nelsons flaggskepp HMS Victory. Kustbefästningar finns huvudsakligen söder om Portsmouth på sydspetsen av Portsea Island.
Där finns också en betydande maskin- och livsmedelsindustri i staden. I Portsmouth finns det 170 meter höga tornet Spinnaker Tower.
Eftersom staden är Charles Dickens födelseort finns där ett Dickens-museum. Man har även en tämligen känd symfoniorkester. Författaren och dramatikern Howard Brenton kommer också från Portsmouth. I Portsmouth föddes även politikern James Callaghan (Labour), Storbritanniens premiärminister 1976–1979.
Southsea är ett strandområde och en del av Portsmouth, i stadens södra del.